# Echinopsis arachnacantha
Echinopsis arachnacantha är en kaktusväxtart som först beskrevs av Albert Frederik Hendrik Buining och Friedrich Ritter, och fick sitt nu gällande namn av H. Friedrich. Echinopsis arachnacantha ingår i släktet Echinopsis och familjen kaktusväxter.

## Underarter
Arten delas in i följande underarter:
- E. a. arachnacantha
- E. a. densiseta
- E. a. sulphurea
- E. a. torrecillasensis

## Bildgalleri

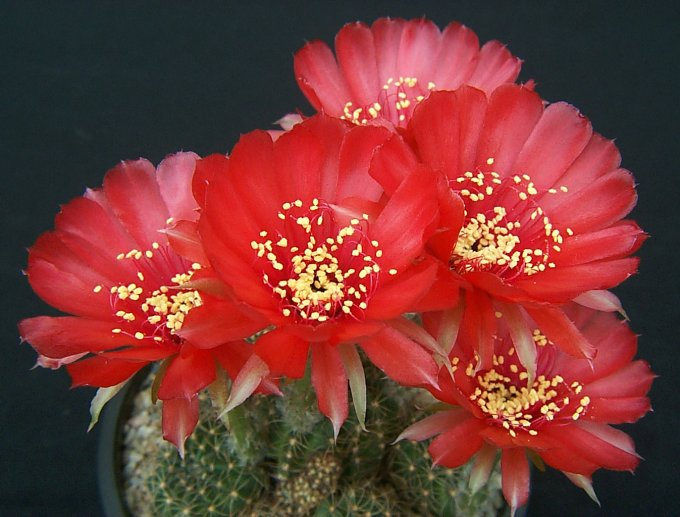
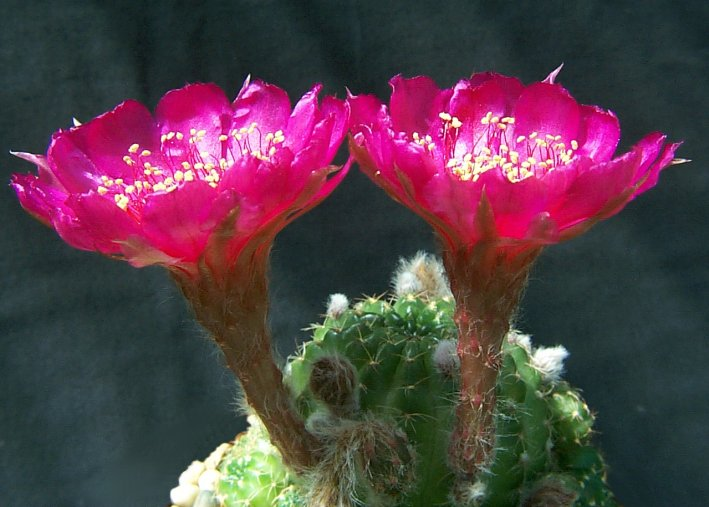
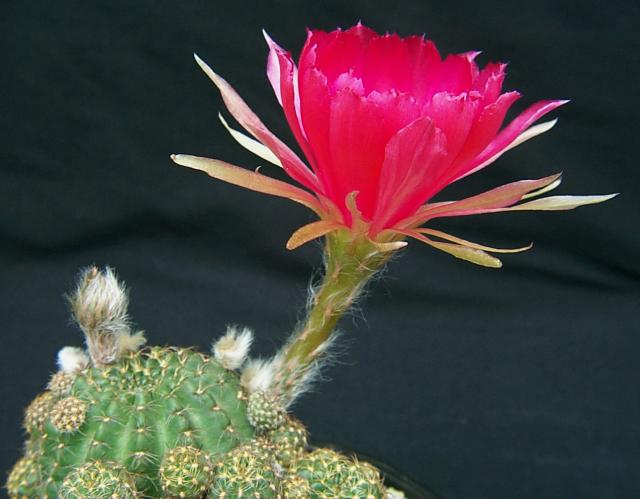
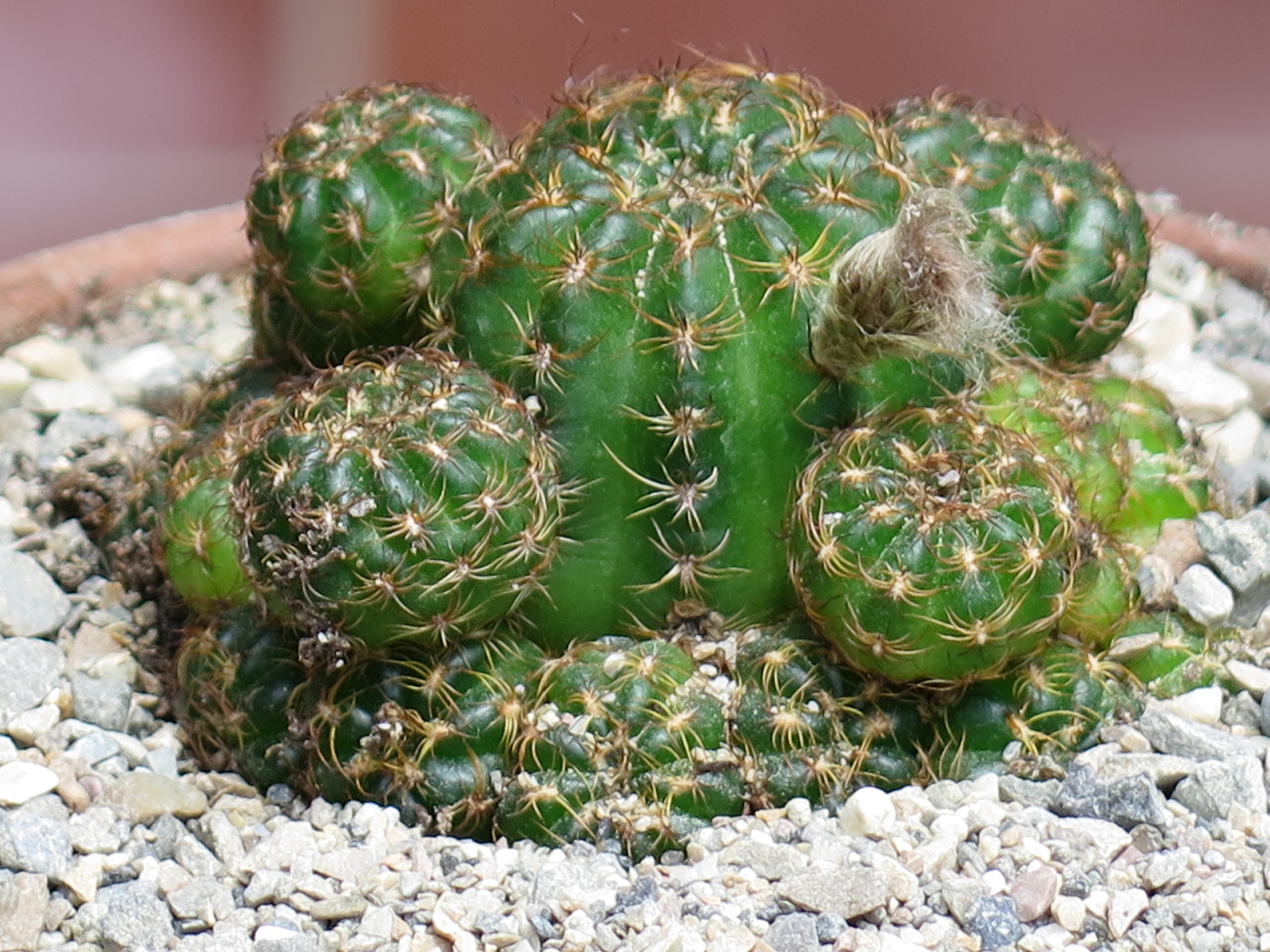